# Strabomantis sulcatus
Strabomantis sulcatus är en groddjursart som först beskrevs av Cope 1874.  Strabomantis sulcatus ingår i släktet Strabomantis och familjen Strabomantidae. IUCN kategoriserar arten globalt som livskraftig. Inga underarter finns listade i Catalogue of Life.